# شورش مکابی

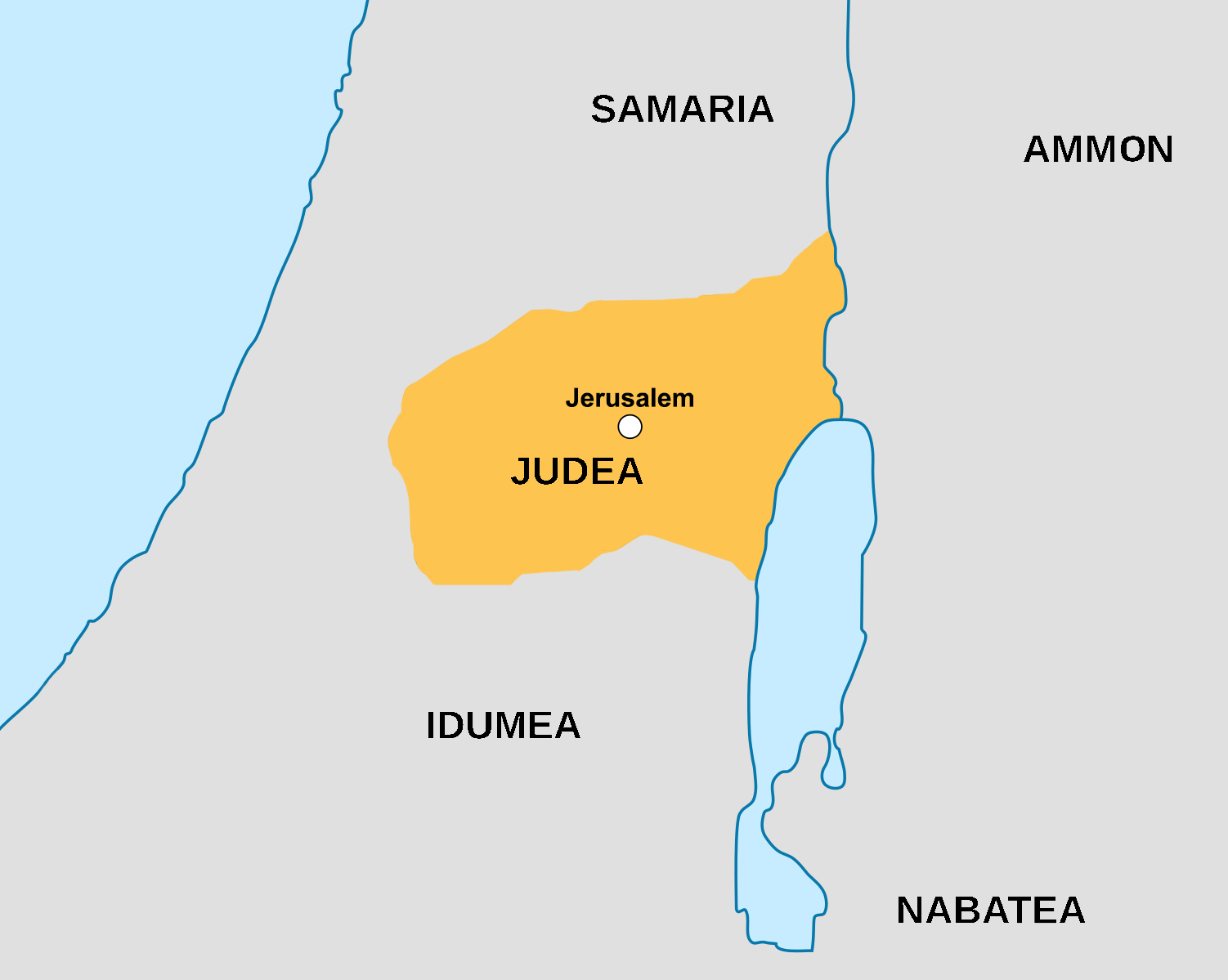
اورشلیم و یهودیه بعد از شورش مکابی

شورش مکابی (به عبری: מרד החשמונאים) به رویدادهایی که به استقلال یهودیه انجامید گفته‌ می‌شود.
در هنگام پادشاهی آنتیوخوس چهارم در ۱۷۵ (پیش از میلاد) یونانی‌گرایی دیرزمانی بود که در یهودیه پاگرفته‌بود. آنتیوخوس کوشش نمود تا باورهای یونانی را جایگزین یهودیت سازد. در ۱۶۷ (پیش از میلاد) فرمان منع آیین‌های یهودی را داد و خدایان یونانی و نیایشگاه‌های ایشان را جایگزین آنِ یهود نمود. در این زمان یک کاهن یهودی به نام متاتیاس از دودمان حشمونی با رد پرستش خدایان یونانی آتش شورش را افروخته ساخت. با گریختن متاتیاس و همسرش به بیابان‌های یهودیه و مرگ او، فرزندش یهودای مکابی رهبری شورش را در دست گرفت. لشکر بزرگی برای سرکوبی شورش فرستاده شد، ولی با مرگ آنتیوخوس به سوریه بازگشت. لوسیاس سپهسالار سلوکی با توجه به آشفتگی‌های درونی سلوکیان، آزادی دینی یهود را پذیرفت.
پس از بازگشایی نیایشگاه و آزادی دینی خاندان مکابی خواسته‌هایی افزونتر از خواست‌های دینی را طرح کردند و خیزش خویش را پی‌گرفتند. هنگامی که یهودا در ۱۶۰ (پیش از میلاد) و در زمان دمتریوس یکم سلوکی به دست فرماندهٔ سپاه سلوکی باکیدس کشته شد. برادرش یونانتان مکابی جای او را گرفت. با مرگ او نیز شمعون مکابی واپسین پسر ماتیاسیاهو در ۱۴۲ (پیش از میلاد) جایگزین برادر شد. در این زمان دیمتریوس دوم پادشاه سلوکی استقلال کامل یهود را بدیشان واگذار کرد و شمعون هم دودمان حشمونیان را پایه‌گذاری نمود. یهودیان تا ۶۳ (پیش از میلاد) که پومپه سپهسالار رومی اورشلیم را به قلمروی روم افزود، استقلال داخلی خود را نگاه داشتند.
هرساله یهودیان در آیین حنوکا یاد پیروزی یهودای مکابی بر سلوکیان را گرامی می‌دارند.